# 释省常
释省常（959年—1020年），俗姓顏，字造微，浙江錢塘人，北宋以弘扬净土闻名的高僧，被后世追认为净土宗七祖。

## 简介
省常生于後周世宗顯德六年(959年)，七岁剃度出家，十七岁时发大菩提心，受三坛大戒，此后修行日进，戒行謹嚴。他研习大乘起信論等著作，精通天台宗止觀法門，又对净土法门有浓厚的兴趣。
宋淳化年間，省常住浙江杭州西湖昭慶寺，专修净业，又仰慕東晉慧遠於廬山結社念佛之風。重新结成莲社念佛，以王旦为首的很多士大夫都有参与。他以《華嚴經·淨行品》為結社念佛的行持依歸，因此集會眾等全都自稱淨行弟子。省常大师刺血和墨书《净行品》，“每書一字，必躬身三拜三圍繞，並三稱佛名”，又用旃檀香木，雕毗盧遮那佛像。像成后，省常大師率大眾跪地合掌發願：“我與一千大眾，八十比丘，始從今日，發菩提心，窮未來際，行菩薩行。願盡此報身，以生安養。”
真宗天禧四年正月十二日(1020年)，省常圆寂。